# Perry Christie
Perry Gladstone Christie (ur. 21 sierpnia 1943 w Nassau) – polityk, prawnik i sportowiec z Bahamów, premier w latach 2002–2007 oraz ponownie 2012–2017. Lider Postępowej Partii Liberalnej od 1997.

## Życiorys
Perry Christie urodził się w 1943 w Nassau. Dorastał w dystrykcie Central District na wyspie New Providence, w okolicach znanych powszechnie jako "The Valley". Uczęszczał do szkoły The Government High School, z której został jednak wydalony. Naukę kontynuował w szkole Eastern Senior School oraz Nassau Evening Institute. Następnie wyjechał do Wielkiej Brytanii, gdzie w 1969 ukończył prawo na University Tutorial College oraz University of Birmingham. W czasie nauki uprawiał lekkoatletykę, należał do klubu sportowego Pioneers Sports Club. W 1960 reprezentował Bahamy na zawodach West Indies Federation Games w Kingston, a w 1962 podczas Igrzysk Ameryki Środkowej i Karaibów w Kingston, na których zdobył brązowy medal w trójskoku z wynikiem 14,98 m.
W 1969, zaraz po zakończeniu studiów został przyjęty w szeregi angielskiej oraz bahamskiej adwokatury. Powrócił wówczas na Bahamy, gdzie rozpoczął praktykę w zawodzie. Założył firmę prawniczą "Christie, Ingraham & Company".
Pod koniec lat 60. wstąpił w szeregi Postępowej Partii Liberalnej (PLP), w której wszedł w skład w National Committee for Positive Action (NCPA), nieformalnego koła zrzeszającego młodych czarnoskórych działaczy. W listopadzie 1977 został mianowany przez premiera Lyndena O. Pindlinga na stanowisko senatora, które zajmował do czerwca 1977. Został wówczas najmłodszym senatorem w historii kraju. W styczniu 1977 objął funkcję dyrektora Gaming Board, urzędu regulującego działalność kasyn.
W wyborach 19 lipca 1977 z powodzeniem ubiegał się o mandat deputowanego do Izby Zgromadzenia w okręgu Centreville. 20 lipca 1977 został mianowany ministrem zdrowia i ubezpieczeń w gabinecie premiera Pindlinga. W wyborach parlamentarnych w czerwcu 1982 uzyskał reelekcję, po czym objął w rządzie stanowisko ministra turystyki. 8 października 1984 został jednakże z dymisjonowany z rządu. W kolejnych wyborach w 1987 startował już jako kandydat niezależny, utrzymując mandat deputowanego. Do Postępowej Partii Liberalnej został ponownie przyjęty w marcu 1990, obejmując również stanowisko ministra rolnictwa, handlu i przemysłu w rządzie Pindlinga.
W wyborach w sierpniu 1992, pomimo porażki PLP i oddaniu przez nią władzy, zachował mandat deputowanego. W tym samym miesiącu został wybrany jednym z wiceprzewodniczących partii, będąc odpowiedzialnym za działalność PLP poza parlamentem. W wyborach 14 marca 1997 ponownie uzyskał reelekcję, mimo drugiej z rzędu przegranej PLP. W kwietniu 1997 zastąpił Lyndona Pindlinga na stanowisku przewodniczącego Postępowej Partii Liberalnej, stając się w ten sposób 7 kwietnia 1997 liderem opozycji.
W wyborach 2 maja 2002 PLP pod jego przywództwem odniosła zwycięstwo, zdobywając 29 spośród 40 mandatów w Izbie Zgromadzenia. Następnego dnia Christie został zaprzysiężony na stanowisku premiera Bahamów. W kolejnych wyborach 3 maja 2007 PLP oddała jednak władzę Wolnemu Ruchowi Narodowemu byłego premiera Huberta Ingrahama, uzyskawszy 18 spośród 41 miejsc w parlamencie i ponownie znalazła się w opozycji.
W wyborach parlamentarnych 7 maja 2012 PLP zdobyła 29 z 38 mandatów, pokonując Wolny Ruch Narodowy, który uzyskał 9 miejsc. 8 maja 2012 Christie po raz drugi objął stanowisko szefa rządu. Zajmował je do kolejnych wyborów parlamentarnych z 10 maja 2017, w których PLP zdobyła tylko 5 spośród 39 mandatów i utraciła władzę. 11 maja 2017 nowym szefem rządu został Hubert Minnis. 
W sierpniu 1974 ożenił się z Bernadette Joan Hanna, z zawodu księgową. Ma dwóch synów i córkę.